# NoLimits 2 Roller Coaster Simulation
NoLimits 2 Roller Coaster Simulation is een achtbaansimulatiesoftwarepakket voor Microsoft Windows, Mac OS X en Linux. Het spel is uitgebracht op 10 januari 2014, en is ontworpen door een team van programmeurs en tekenaars, geleid door de Duitse programmeur Ole Lange. Het is de opvolger van het in 2001 uitgebrachte spel NoLimits.